# Chiesa di Gesù Nazareno (Torino)
La Chiesa di Gesù Nazareno è un edificio di culto cattolico situato nella città di Torino. Si trova nel quartiere Cit Turin, all'altezza di Piazza Benefica.

## Storia
La chiesa fu decisa come rifondazione della demolita - per il tracciato di Via Pietro Micca - Chiesa di San Martiniano in un'altra zona, quella nascente «oltre Piazza Statuto, lungo la via di Francia».
Venne consacrata nel 1913 (a lavori non del tutto completati) dal cardinale Agostino Richelmy, arcivescovo di Torino.
Risultò perlopiù intoccata dai bombardamenti dei primi anni '40, che invece danneggiarono pesantemente la Stazione di Porta Susa (oltre che il quartiere in generale).
A metà anni '50, venne inaugurato nei locali seminterrati della chiesa il Cinema Teatro Esedra (Via Pietro Bagetti, 30).

## Descrizione
La chiesa rappresenta uno di quei pochi casi in cui Gallo scelse riferimenti stilistici alieni alla tradizione regionale (l'ultima volta era stata per il concorso della Basilica di San Petronio); alcun suo edificio precedente, poi, aveva una facciata così manifestatamente caratterizzata da un trionfo di decori plastici, in aperto contrasto coll’impianto di mattoni a vista.
La struttura, a croce latina e tre navate, presenta volte a crociera e pilastri a fascio. Costituisce uno degli ambienti galliani meglio conservati: sono intatte nella quasi totalità le decorazioni murali, soprattutto quelle del presbiterio e dell'abside, e lo sono gli arredi così come il pulpito ligneo in particolare, che richiama quello eseguito per la Chiesa di Santo Stefano (Priocca).